# 社会民主主義
社会民主主義（しゃかいみんしゅしゅぎ、英語: Social democracy、ドイツ語: Sozialdemokratie、フランス語: Social-démocratie、略称: SocDem）は、従来の社会主義実現に必要とされた暴力革命とプロレタリア独裁（共産主義）を否認し、議会制民主主義の体制を維持したまま社会主義を実現しようとする思想と運動の総称。資本主義経済のもたらす格差や貧困などを解消するために唱えられた穏健的社会主義思想。

## 概説
1923年からスターリン率いるソ連・コミンテルンは社会民主主義政党・支持者を当面の敵とする社会ファシズム論を主張して攻撃していたが、議会制民主主義国家でソ連へ従属する各国の共産主義政党が政権を取るためには、彼らと連立する必要性を実感すると1935年8月に方針転換した。社会民主主義とは、階級闘争を志向する正統派マルクス主義のような暴力革命とプロレタリア独裁の社会主義、つまり共産主義を否定し、議会制民主主義の方法に依って議会を通して平和的・漸進的に社会主義を実現することで社会変革や労働者の利益を図る改良主義的な立場・思想・運動である。レーニンによって主張された革命・階級闘争を志向する社会主義は共産主義として唱えられ異なる思想となった。イギリスでは1884年に議会政治によって漸進的に社会改革を積み重ねることで社会主義を実現しようとするフェビアン協会が創立され、1906年創立されたイギリス労働党の基本綱領となった。社会民主主義を目標に掲げながらも既存の国家を前提として民主主義の原理の社会的・経済的領域への拡大を主張し、史的唯物論や階級国家論、階級闘争説を否認する社会民主主義を唱えた。これは第二次世界大戦後、「民主社会主義」として定式化された。
民主社会主義と社会民主主義の違いは「社会主義は民主主義によってのみ実現され、そして民主主義も社会主義によってのみ達成される」という共産主義への強い批判の有無である。
1896年にドイツ社会民主党のベルンシュタインは、プロレタリア独裁や暴力革命の路線を修正し、労働組合と協同組合を主体とする社会改良活動と、議会と地方自治体における政治的民主主義の徹底化によって社会主義を実現することができるという「修正主義」を主張し、正統派マルクス主義のドイツ社会民主党指導部に政策転換を迫っている。社会民主主義は「政策としては議会制度の枠組みに基づき富の再分配による平等を目指す」社会主義である。欧州の穏健な社会民主主義政党は「中道左派」と呼ばれる。
現代的な社会民主主義は欧州で生まれ、冷戦期の西欧・北欧諸国を中心に発展してきた政治思想である。社会保障は高福祉高負担の立場を欧州の社会民主主義政党が掲げてきた。社会民主党（民主社会主義政党）は、冷戦崩壊後に共産国家から共和国となった東欧諸国においても、社会民主主義に転じた共産党も含め、現在の欧州各国で与党や有力な野党となっている。アジア、アメリカ合衆国、カナダ、ラテンアメリカ諸国にも社会民主主義を名乗る政党は存在するが、これらの政党は欧州型の政党と規模や主張の点で大きく異なる部分がある。各国の社会民主主義政党の多くは、民主社会主義・社会民主主義政党の国際組織である社会主義インターナショナルまたは社会主義政党も含む進歩同盟に加盟している。

## 用語
「社会民主主義」（Sozialdemokratie）という用語は、この語の生まれた19世紀においては「マルクス主義」や「共産主義」と同意語であった。ただし、当時の「社会民主主義」や「共産主義」は、現代的な意味での社会民主主義あるいは共産主義とは大きく異なる。
社会民主主義は多数存在する社会主義の潮流のひとつとされる。政治運動としては、漸進主義的で民主主義的な手段によって社会主義を達成することを目指す。社会民主主義は、19世紀にフェルディナント・ラッサールの社会改良主義と、カール・マルクスおよびフリードリヒ・エンゲルスによる国際主義な革命的社会主義の双方の影響を受けて発展した。そして国際的な政治運動および思想として、その歴史を通して様々な主要な形態を経てきた 。19世紀には「組織化されたマルクス主義」とされたが、20世紀には「組織化された改革主義」とされた。
現代の用法では社会民主主義とは、一般的には混合経済を支持し、資本主義の枠組みの中で労働者階級に利益をもたらす改善を主張する政治思想や政治体制である。
「民主社会主義」と「社会民主主義」は、政治学上はほぼ同義語であるが、報道の分野では区別されている。

## 歴史

### 誕生期

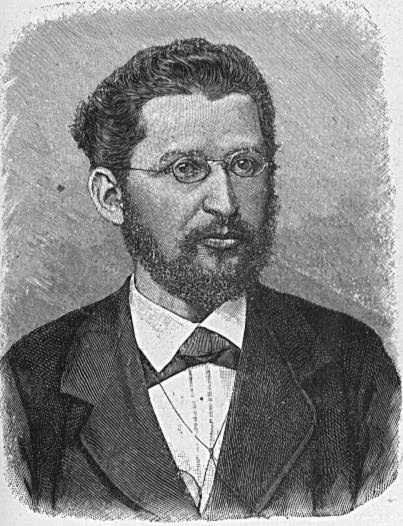
修正主義論争の発端となった『社会主義の諸前提と社会民主主義の諸課題』（1899年）を著し、後の西欧型社会民主主義を理論的に基礎づけたドイツ社会民主党（SPD）の修正主義者、エドゥアルト・ベルンシュタイン。

19世紀末にドイツ社会民主党（SPD）右派のエドゥアルト・ベルンシュタインが『社会主義の諸前提と社会民主主義の諸課題』（1899年）で、資本主義の崩壊と革命というマルクス主義における革命主義的な側面が不要になったことを主張して修正主義を唱えたが、これは当時SPDの理論的指導者であったカール・カウツキーらの正統派マルクス主義やSPD左派のローザ・ルクセンブルクらオスト・ロイテたちの立場と激しく対立し、1903年のドレスデン大会では当時党内の過半数を占めた革命主義的マルクス主義者に敗北して日の目を見ることはなかった。
この他、ドイツとは別にフェビアン協会など社会改良主義の流れを汲む英国社会主義の流れもあった。またフランスやイタリアでは労働組合を基調とするサンディカリズムが強かった。

### 第一次世界大戦以降 - 共産主義との差異化
1914年の第一次世界大戦勃発と各国の社会民主党が自国の戦時体制を支持したことによる第二インターナショナルの崩壊後（「城内平和」）、各国の社会民主党から左派が分離し、ロシア十月革命の影響によって生じたボルシェヴィキとの繋がりから新たに共産党を名乗る一方、右派は引き続き社会民主党を名乗った。ここにおいて修正主義、民主社会主義、社会改良主義の流れを汲むものが「社会民主主義」と呼ばれるようになり、革命主義的マルクス主義としての「共産主義」と対比されるようになった。
第一次世界大戦から第二次世界大戦に至るまでの間、解散した第二インターナショナルの流れを汲む社会民主主義者（第二半インターナショナル、労働社会主義インターナショナル）とソ連系の第三インターナショナル（コミンテルン）への帰属意識を表明する共産主義者は人民戦線を組むことはあったが、第二次世界大戦後の東西冷戦で対立は決定的となり、社会主義インターナショナルによる1951年の『フランクフルト宣言』では『民主的社会主義の目的と任務』が採択され、議会制民主主義に立脚することと、プロレタリア独裁を肯定するレーニンの共産主義に反対する民主的社会主義の路線を採ることを明確にした。
戦後は、東西ドイツに分割された状況下でドイツ社会民主党は激しい党内論争の結果右派が勝利し、1959年に『バート・ゴーデスベルク綱領』を採択し、プロレタリア階級を基盤とする階級政党から西ドイツ国民の国民政党に脱皮、社会民主主義が同党の公的方針となった。また、フランス社会党も1971年の『エピネ宣言』の採択などで、同じく社会民主主義政党に脱皮を遂げた。現在の社会民主主義思想や政策は、西欧ではドイツ社会民主党の『バート・ゴーデスベルク綱領』およびフランス社会党の『エピネ宣言』以降定着した。
欧州の社会民主主義政党は、1962年の『オスロ宣言』で共産主義と完全に決別したが、日本社会党は左派の反対で採択に参加せず、1966年に綱領的文書『日本における社会主義への道』でプロレタリア独裁を肯定するなど共産主義政党と類似した主張を行い続けた。1986年に至って『新宣言』を採択し実質的なマルクス・レーニン主義を放棄はしたが、その後も規約には1990年まで「社会主義革命」の文言は残った。
1989年にドイツ社会民主党は、緑の党の進出などエコロジー意識の高まりなどに強く影響された『ベルリン綱領』を採択。20世紀初頭のフォルマル思想や社会地域中心主義などにも目が向けられるようになった。

### 1980年代以降 - 変化・多様化と「第三の道」
1980年代以降の新自由主義の台頭を受け、20世紀末の西欧では「新しい社会民主主義」と呼ばれる、市場の役割をより重視した中道左派政党による政権や、保守・中道政党との連立政権が誕生した。
イギリスのイギリス労働党のトニー・ブレアが唱えた「第三の道」路線は、リベラル左派勢力が主張する社会自由主義的な思潮とも符合し、他の西欧社会民主主義政党にも少なからぬ影響を与えた。
ドイツのドイツ社会民主党でも、ゲアハルト・シュレーダーが「新中道」路線を推し進めたが、これに反対する最左派の党員が離党し新党、「左翼党」を結成した。
イタリアでは東欧革命に前後して、イタリア共産党が衣替えして左翼民主党（左翼民主主義者に改称、現在は民主党）に改められた。
ハンガリー社会党などのように冷戦時代の東欧諸国の共産党が社会民主主義政党へと転換した例がある。

## 特徴

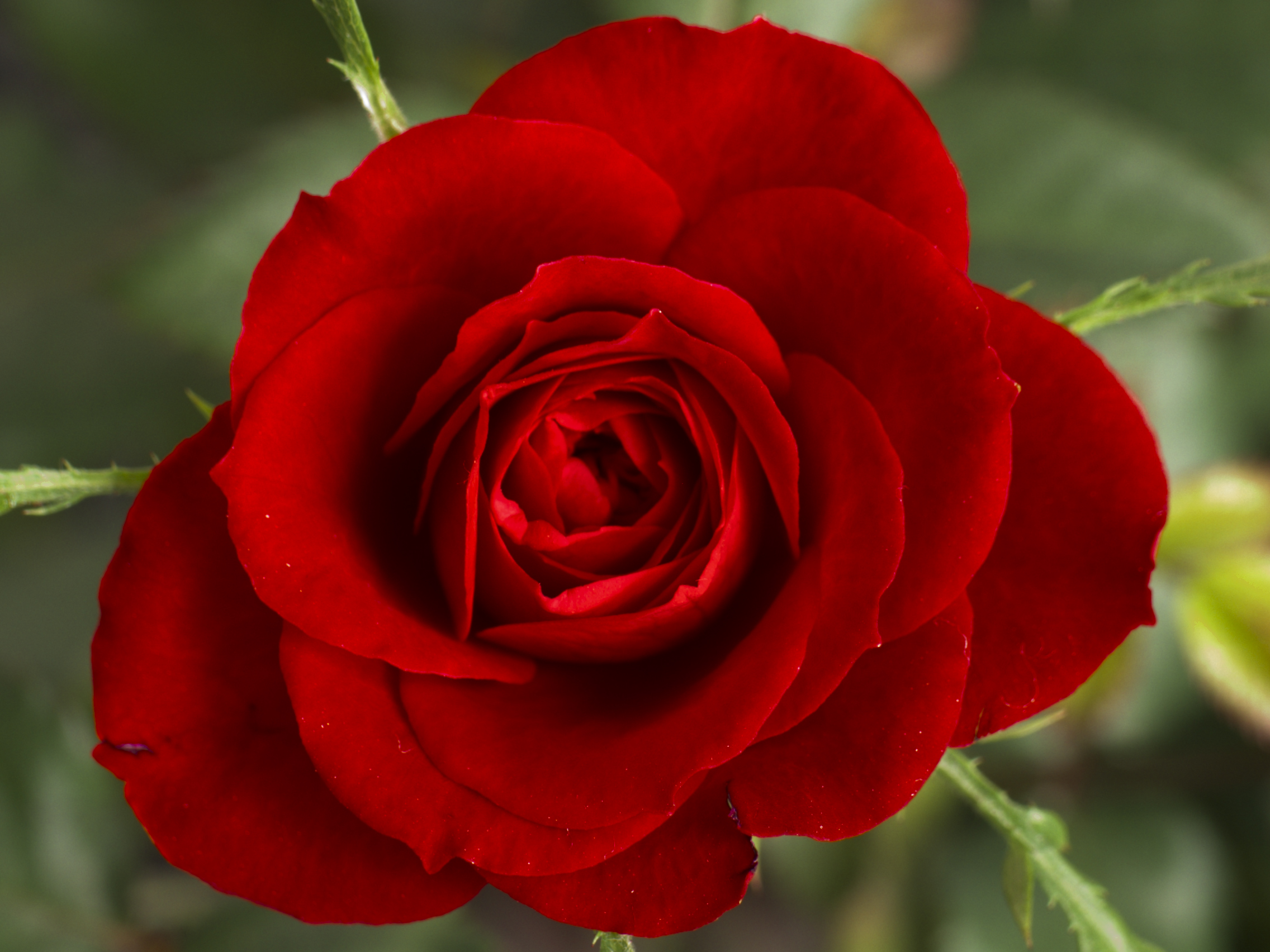
社会民主主義政党の国際組織、社会主義インターナショナルは赤薔薇を組織の意匠としている。

欧州の社会民主主義政党は、社会民主主義の政治的な目的を追求し実現するために、下記のような政治的方法と政策を追求・遂行している。
政治制度は、選挙権と被選挙権を持った一定年齢以上の市民が選挙により議会と行政府の長を選出し、複数政党制や政権交代を容認し、議会制民主主義や議会政治や非暴力的手段により、個別の問題や社会全体の漸進的な変革を目ざす。政策の実現は、広範な市民運動・社会運動とともに、普通選挙とそれに基づく議会での多数派の形成により行われる。君主制廃止論を掲げていた政党もあり、党内に共和制支持者を持つ政党も多いが､イギリス、スウェーデン、ノルウェー、デンマーク、オランダ、ベルギー、スペインなどのように、政権獲得後も王室と立憲君主制の統治形態を維持する場合が多い。政治と宗教の関わりにおいては、政教分離原則を支持し世俗主義の立場を採る。
経済政策は、自由競争市場経済を重視するとともに、自由競争市場経済により発生する弊害や社会全体としての非最適な状態を予防または是正するために、政府が自由競争市場経済を監視・管理・規制・禁止・介入も重視し、市場経済と政府が介入する経済を併用する政策（混合経済）を採用し、所得再分配による貧富の格差の予防や是正を目指し、特に高所得者や富裕層から貧困層や低所得者への所得の再分配を主張する。この過程で社会民主主義政党が支持基盤とする労働運動・労働組合の役割が大きいのも特徴である。
社会政策は、保健・医療、保育・育児、障害者の介護、失業時の所得保障と失業者に対する職業訓練と再就職支援、高齢者や病気や障害による就労不可能者に対する年金などの社会保障政策を充実させ、社会政策や福祉や学校教育の費用に対する、政府による全額負担または大部分負担により、所得の高低や財産の大小に影響されにくい社会を目指しているとされる（福祉国家論、大きな政府も参照）。
西欧では、社会民主主義政党が保守主義政党と並ぶ二大勢力として政権交代を繰り返し、北欧では、社会民主主義政党が長期間政権を維持・運営した実績もあるとされる。その最も顕著な例がスウェーデンの社会民主労働党政権である。冷戦終結後に欧州連合に加盟した東欧諸国でも、社会民主主義政党は主要な政治勢力の一つであり、かつてのスターリン主義政党が社会民主主義政党に看板を掛け替えて政権を維持・運営した実績がある。

### レーニン主義との相違点
マルクス主義から派生したレーニン主義（ボルシェビキ・共産主義）は、暴力革命と一党独裁を正当化した。中ソやベトナム、北朝鮮などでは非民主的な政治体制が確立し、人権侵害がまかり通り、言論の自由は抑圧された。こうした事実に鑑み、社会民主主義者の多くはマルクス主義とレーニン主義を区別し、理論的指導者のカール・カウツキーもレーニンを批判していた。ただし、マルクスにも暴力を肯定する共産主義者としての側面があり、ドイツ独立社会民主党 (USPD) は、武装組織スパルタクス団と近かった。
一方で現実的な社民主義政党は、保守政党や自由主義政党と選挙で争いながら、幾つかの国で政権を獲得し、複数政党制の中で、混合経済を維持し続けてきた。

### 社会主義以外との相違点
上記の政治制度は社会民主主義に固有の制度ではなく、議会制民主主義の政治制度を採用している国は、どこの国でも同じである。また、上記の経済政策は社会民主主義に固有の政策ではなく、20世紀以降、自由主義や保守主義の政党も社会政策を重視して古典的自由主義では否定されていた政府による経済介入や公的福祉制度を取り入れた政策を採用するようになった。
ただし社会政策を重視した保守主義である社会保守主義や、自由とともに公正を重視した自由主義である社会自由主義とは社会政策の根拠とする理念が異なり、また社会民主主義は私有財産の修正を視野に入れることがある点で自由主義や保守主義とは異なる。
環境主義は社会民主主義との親和性が高く、1980年代以降の社会民主主義政党の多くがエコロジーを理念に取り入れたほか、世界各国の緑の党の多くも社会民主主義または社会自由主義に近い政策を掲げる。ただし、欧州の緑の党の多くは反戦を理念に掲げる党が多く、安全保障政策をめぐって社会民主主義政党と対立することがしばしばある。
社会民主主義は社会的連帯を重視して社会保障制度を充実させ、その財源として市民の税金や社会保険料の負担率が高く、特に所得税や社会保険料の企業負担を重視する高負担・高福祉政策は、社会民主主義の最大の特徴である。

### 軍事政策
戦争や武力紛争、軍事に対しては、戦争や武力紛争の予防と現在進行中の戦争や武力紛争を終結させるための和平の提案や斡旋、大量破壊兵器や被害度が大きい通常兵器の禁止や規制、過剰な軍事力の縮小を提案している。その結果として、クラスター弾に関する条約の採択、パレスチナ紛争の解決を目ざすオスロ合意、スリランカ内戦の和平斡旋などの成果になった。
イギリスの労働党のアトリー政権は朝鮮戦争に参戦および核兵器の維持、ブレア政権はコソボ空爆・イラク飛行禁止区域への空爆・アフガニスタン戦争・イラク戦争への参戦および核兵器の維持、フランスの社会党のミッテラン政権は湾岸戦争に参戦および核兵器の維持、オランド政権はマリ北部紛争に空爆で介入および核兵器の維持、ドイツのドイツ社会民主党のシュレーダー政権はコソボ空爆・アフガニスタン戦争の国際治安支援部隊に参加、スウェーデンのスウェーデン社会民主労働党のペーション政権はアフガニスタン戦争の国際治安支援部隊に参加するなど、軍拡や自国の防衛以外の国外への戦争や武力行使に参加した事例も多数存在する。

## 世界

### ヨーロッパ
上述されているように社会民主主義は欧州で発展してきた政治思想であり、西欧・北欧を中心に大きな勢力を持つ社会民主主義政党が多く、ドイツ社会民主党、フランス社会党、スウェーデン社会民主労働党、イギリス労働党、スペイン社会労働党などのように、中道右派の保守政党と政権を交代しながら続いている大政党が多い。旧東側諸国の社会主義国であった中欧・東欧諸国ではかつての支配政党だったハンガリー社会党やブルガリア社会党のように共産主義政党が東欧革命後に社会民主主義政党へ転換したケースもある。

### アジア
アジアでは大韓民国の民主労働党、シンガポールの人民行動党などの社会民主主義を掲げる政党は存在するが、これらの政党は様々な点で欧州型の社民政党と大きく異なる。
韓国の民主労働党は共産主義の流れを汲む北朝鮮との関係が深い点に特徴がある。こうした民主労働党の対北朝鮮政策に反発した党内のグループは2008年に進歩新党を結成している。
またシンガポールの人民行動党はあまりの権威主義体制、言論や表現の自由に対する抑圧によって社会主義インターナショナルを追放され、実質的に保守政党と化した。
また南アジアにはインド国民会議、スリランカ自由党など社会民主主義を掲げる有力政党が存在するが、社会主義インターナショナルには加盟していない。いっぽうパキスタン人民党、ネパール会議派など社会主義インターナショナルに加盟している政党もある。

#### 日本
戦前日本では、無産政党を名乗る政党が社会民主的な政策を掲げていた。欧州では社民政党が社会愛国主義に傾斜した結果、戦争に反対する左派が分離して「共産党」を結成する傾向にあった。これに対し日本では非合法政党の日本共産党から合法路線を志向する者により無産政党が産まれる経緯があり、誕生の順番が逆である。
宮本太郎と濱口桂一郎は日本の社会民主主義の弱さについて、日本のリベラルが「浮遊するリベラル」「拠点なきリベラル」であるとする。アメリカとは違う日本の村落共同体型権力から抜け出そうとした日本のリベラルは、未来のコミュニティである共産主義や、国家権力に対する反発から意図せざる新自由主義に流れ浮遊していった。また企業福祉の存在から国家の福祉に税金は払わないとして、ヨーロッパであれば社会民主主義の最大の岩盤であるべき安定した労働者層や、企業別労組も、むしろ新自由主義的な感覚を持つに至ったという。
戦後は各種無産政党の人脈から結成された日本社会党（前身は左派社会党）や同党から分離した民社党（前身は右派社会党）が社会主義インターナショナルに加盟して国会に一定の勢力を築いており、中小企業保護政策に尽力して「中小企業の父」と言われた春日一幸や三輪寿壮が社会民主主義の論陣を張った。後に民社党は政権与党である自民党と協調して自公民路線を取ったことで日本の戦後政治に一定の影響力を持った。このため、自民党内にも保守本流の政治家を中心に池田勇人や田中角栄など社会民主主義寄りの政治手法を取った政治家がいた。
1990年代以後の政界再編により、日本社会党の多数派は民主中道を掲げる民主党に移行した。民主党に移行した後は、社会民主主義を提唱していない。民進党、立憲民主党、国民民主党に変遷を経た後も、同様である。
2010年代、一般に右寄りとみなされた第二次安倍晋三政権について、実際には経済政策は社会民主主義的路線であったという説がある。安倍は社会民主主義者の三輪寿壮の影響について自著『美しい国へ』で述べているほか、祖父の岸信介も北一輝を支持した元革新官僚で社会党入党を考えていたこともあった。この説の論者に浅羽通明、清義明などがいる。濱口は民主党鳩山由紀夫政権の事業仕分けがむしろ小泉構造改革政権路線に回帰したもので、第二次安倍政権は第一次安倍・福田康夫・麻生の三代と菅直人政権以降の社会民主主義路線を引き継いだものとしている。このほか、鯨岡仁『安倍晋三と社会主義 アベノミクスは日本に何をもたらしたか』において、アベノミクスと社会民主主義の関係について詳論されている。これらは政府主導の大型経済対策を柱としており、安倍はポール・クルーグマンから政治思想は戦争犯罪を正当化している、経済思想は革新的と評されるほどであった。
マルクス主義経済学者の松尾匡は、左派勢力が新自由主義や安倍政権に対して無力だった点として、1970年代以降始まりソ連崩壊後の1990年代に激化した路線変更の失敗（松尾は「レフト2.0」と呼んでいる）を挙げている。「レフト2.0」では、中国やソ連流の社会主義と決別し、市場原理導入とNGO・NPO中心の小さな政府志向、エコロジー志向・脱成長と豊かさへの反省、マイノリティ・アイデンティティ政治重視、発展途上国重視などを掲げたが、結局は緊縮容認、中間層の没落容認、マイノリティのひいき、発展途上国の人権侵害放置など、先進国の労働者大衆に「ヨソ者ばかり大事にして俺達は救われない」というイメージを植え付けたとしている。民主党、社民党もその流れに属するという。
現在の日本では、社会民主主義を標榜する政党は社会党の後継の社会民主党が僅かながらの議席を保持するに留まっている。日本共産党はコミンテルン出自の政党であり社会民主主義を強く批判・攻撃していたが、近年では暴力革命否定の“多数者革命”論、民主主義革命から社会主義変革を長期の過程とする社会主義論、ソ連やコミンテルンを“巨悪”として強く否定するソ連論などから、現在では実質的に社会民主主義政党であるとする見解も、研究者から出されている。

### 北アメリカ
アメリカ合衆国の社会民主主義勢力は群小政党のアメリカ民主社会党やアメリカ社会民主党などで有力ではない。ただし現在、連邦上院に1名、社会主義（民主社会主義）を掲げる無所属のバーニー・サンダース議員が存在する。ほかに連邦下院の民主党議員にも社会主義者がおり、民主党内左派の一部となっている。
カナダでは欧州型社民主義政党に近い政党として新民主党があり、2021年カナダ総選挙では保守主義のカナダ保守党、ケベック州の地域主義政党ブロック・ケベコワに次ぐ野党第3党となっている。またブロック・ケベコワも社会民主主義を掲げている。

### ラテンアメリカ
ラテンアメリカ（中南米）諸国には社会民主主義政党は多いものの、長くポピュリズムの影響が強いなど独自の色彩が強かったが、現在は多くの国で社会主義・共産主義勢力とも連携し左派ブロックを形成している。中南米での左翼政権の増加に大きく寄与しているが、同時にナショナリズム色も強い場合が多い。

### アフリカ
アフリカ諸国にも社会民主主義政党はあるが、植民地から独立する前後に旧宗主国である西欧の強い影響下で結成されたものの、実際には特定の部族の利益を代表している場合が多い。南アフリカ共和国には社会民主アフリカ連合がある。

## 主な政党

### ヨーロッパ

#### 欧州社会党参加政党以外
- ボスニア・ヘルツェゴビナ - 独立社会民主同盟
- イギリス - スコットランド国民党、プライド・カムリ
- ラトビア - 社会民主連合
- 北マケドニア - 新社会民主党
- ロシア - 社会民主同盟、公正ロシア
- スロベニア - 社会民主主義者

### 南北アメリカ
- アルゼンチン - 社会党、急進市民連合
- ブラジル - 労働党、ブラジル社会党、民主労働党
- カナダ - 新民主党
- チリ - チリ社会党、民主主義のための党、急進社会民主党
- コロンビア - コロンビア自由党
- コスタリカ - 国民解放党
- エルサルバドル - ファラブンド・マルティ民族解放戦線
- メキシコ - 民主革命党、制度的革命党
- ニカラグア - サンディニスタ民族解放戦線
- パナマ - 民主革命党
- ペルー - アメリカ革命人民同盟
- プエルトリコ - プエルトリコ独立党
- アメリカ合衆国 - アメリカ民主社会党、アメリカ社会民主党

### オセアニア
- オーストラリア - オーストラリア労働党
- ニュージーランド - ニュージーランド労働党

### アジア
- アフガニスタン - アフガン・メラット
- 香港 - 社会民主連線
- インドネシア - 闘争民主党
- 東ティモール - 東ティモール独立革命戦線
- インド - インド国民会議、ドラーヴィダ進歩党、サマジワディ党、ジャナタ・ダル
- 日本 - 社会民主党[35][36][注 6]
- カザフスタン - 全国社会民主党
- 韓国 - 社会民主党、正義党、労働党
- レバノン - 民主左翼運動、進歩社会党
- モンゴル - モンゴル人民党
- マレーシア - 民主行動党
- パキスタン - パキスタン人民党、アワミ民族党、統一民族運動
- 中華民国 - 社会民主党、民主進歩党[40]
- スリランカ - スリランカ自由党
- トルコ - 共和人民党、国民民主主義党
- イエメン - イエメン社会党

### アフリカ
- エチオピア - エチオピア社会民主連邦党
- 南アフリカ共和国 - アフリカ民族会議、国民会議、独立民主主義者、統一民主運動